# Annelise Pflugbeil
Annelise Pflugbeil, nom de naixement de Annelise Carla Martha Buss, (3 de maig de 1918-15 de novembre de 2015) va ser una música, professora i clavecinista alemanya.
En la seva joventut va estudiar piano i clavecí. Va ser professora de piano en el Departament de Música de l'Església en Finkenwalde en Stettin. Va dirigir l'escola de música de l'Església Evangèlica de Pomerània en Szczecin, va fugir amb la seva filla en 1945 a Greifswald. Va ser professora de la Universitat de Greifswald. Va contreure matrimoni amb Hans Pflugbeil en 1947, va ser mare de Sebastián Pflugbeil.
Annelise és considerada la mare de la Setmana de Bach en Greifswald. Honrada amb el Premi Cultural d'Alemanya i la Medalla Bugenhagen de l'Església Evangèlica Luterana en el nord d'Alemanya pel seu servei a la música de l'església.
El 1999 va rebre el Premi de Cultura de l'Estat de Mecklenburg-Pomerània Occidental, i el 28 de maig de 2013 la Medalla Bugenhagen de l'Església Evangèlica Luterana del Nord d'Alemanya.

## Discografia
- Weihnachtsmusik im Dom zu Magdeburg. Christophorus-Verlag/Note 1. Musikvertrieb 1993